# Ferbl
Ferbl je hazardní karetní hra podobná pokeru.[zdroj?] Ke hře se používají mariášové karty (32 listů). Hra je určena pro 4 nebo více hráčů.
Cílem hry je dosáhnout pokud možno nejvyšší bodové hodnoty v jedné barvě, anebo vytvořit trojici či čtveřici z karet stejné hodnoty.[zdroj?]

## Jiný výklad karetní hry ferbl
Začíná se jako u hry prší – rozdáme každému po čtyřech kartách. Pravidla se s prší v hlavních bodech shodují, rozdíl je v několika detailech. Zavřít hru lze pouze filkem. To znamená, že když na ruce nedržíte již žádné karty, stále jste ve hře, dokud jako poslední kartu nevložíte svrška. Jinak jste ve hře; když na vás přijde řada, líznete si z balíčku a pokračujete dále. Když máte prázdné ruce a naberete si jednu kartu, pakliže se hodí na poslední kartu odkládacího balíčku, hned ji tam odložte. Pokud si líznete svrška, máte vyhráno. Na sedmičky se berou dvě karty navíc, na zeleného krále si dotyčný, komu karta padne, lízne pět karet. Červená desítka znamená, že si všichni kromě jejího majitele líznou jednu kartu. Esa a sedmičky se přebíjejí.
Ten kdo prohrál, rozdává do dalšího kola a zároveň si rozdá o jednu kartu méně. Tak to pokračuje, až mu na začátku zbude na ruce jedna karta. Další prohra znamená definitivní prohru velkého kola. Následně se pokračuje nanovo, opět se všemi kartami.

## Další výklad karetní hry ferbl
I v tomto případě vychází ferbl z karetní hry prší. Více viz.